# HDV (Videoformat)

HDV-Logo

HDV ist ein Videoformat für hochauflösendes Video (englisch High Definition Video), sowie eine Handelsmarke von Sony und JVC.

## Details
„HDV“ ist ein Videoformat für gehobene Amateur- und Unternehmens-Ansprüche, das jedoch aus Kostenerwägungen vermehrt Einzug in das professionelle Broadcast-Segment hält, genau wie es seinerzeit bei DV der Fall war. Die technische Qualität ist jedoch professionellen HD-Broadcast-Formaten wie DVCPRO-HD oder HDCAM unterlegen, deren Datenraten vier- bzw. sechsmal so hoch sind und mit höherer Farbabtastung arbeiten. Eine solche Weiterentwicklung ist XDCAM HD von Sony, das in drei verschiedenen Datenraten von 18, 25, 35 MBit/s, sowie 50 MBit/s (XDCAM HD 422) arbeitet und ebenfalls auf einem MPEG-2-Codec basiert. Im Jahre 2011 ist HDV weitgehend von AVCHD verdrängt worden.
Der DV-Standard und das HDV-Format weisen erhebliche prinzipielle Unterschiede auf und sind daher nur bedingt vergleichbar. Während Videoformate nach dem DV-Standard auf dem Standard-Definition-Formaten der PAL- und NTSC-Normen basieren, beruht HDV auf den neu definierten High-Definition-Standards 720p und 1080i im Bildformat 16:9.
Das HDV-Videoformat wurde von Sony und JVC entwickelt und inzwischen von nahezu allen Video-Herstellern und Softwareanbietern unterstützt. Die Aufzeichnung erfolgt in festgelegten Formaten:
- HDV1  720p: 1280 × 720 Pixel mit den Frameraten 25p oder 50p in PAL-Ländern (30p oder 60p in NTSC-Ländern) sowie optional 24p
- HDV2  1080i: 1440 × 1080 Pixel mit den Frameraten 25p(sf) oder 25i in PAL-Ländern (oder 30p(sf) oder 30i in NTSC-Ländern)

HDV1 nutzt das progressive Format (kurz „p“) bei dem ein echtes Vollbild auf einmal durch von oben nach unten zeilenweise fortschreitende (progressive) Abtastung des Bildsensors gewonnen wird. Beim Zeilensprungverfahren (englisch interlaced, kurz „i“) des HDV2 besteht ein „Vollbild“ in Wirklichkeit aus zwei Halbbildern, wobei nacheinander zuerst die ungeraden und dann die geraden Zeilen des Bildsensors abgetastet und dargestellt werden. Durch die Trägheit des menschlichen Auges und durch Nachleuchteffekte von Bildröhren entsteht dann der Eindruck eines kontinuierlichen Bildes.
Bei dem höher auflösenden 1080i-Format sind die einzelnen Bildpunkte nicht quadratisch, sondern anamorphotisch angelegt, also im Verhältnis 1:1,33 horizontal gestreckt, so dass sich auch hier ein Abbildungsformat in 16:9 ergibt.
Die Aufzeichnung der Videodaten erfolgt komprimiert im MPEG-2-Format mit einer Datenrate von etwa 19 Mbps bei 720p sowie etwa 25 Mbps bei 1080i auf herkömmlichen DV- oder auf HDV-Bändern, seltener auf Festplattenlaufwerken (HDD) oder auf Speicherkarten.
Mit der Markteinführung von HDV sind neue Bandtechnologien für die bisherigen DV-Kassetten entwickelt worden, die eine niedrigere Fehlerrate aufweisen sollen. Dieses wurde für notwendig erachtet, weil ein Dropout auf dem Band sich aufgrund der MPEG-2-Speicherung der Einzelbilder in einer interframe-basierten GOP-Struktur auf die nachfolgenden Bilder auswirken würde (wodurch bis zu 14 Bilder fehlerbehaftet sein könnten), während bei Speicherung in einem intraframe basierten Format (z. B. DV, Digital Betacam, Digital-S, DVCPRO und DVCPRO HD) immer nur ein Bild bzw. Frame betroffen ist. In der Praxis hat sich jedoch herausgestellt, dass dieser Effekt erheblich seltener auftritt als zunächst befürchtet. Der tatsächliche Vorteil der (wesentlich teureren) speziellen HDV- gegenüber gewöhnlichen DV-Kassetten ist teilweise umstritten.
Die progressive Aufzeichnung und Wiedergabe entspricht der cineastischen Funktionsweise, während Zeilensprungverfahren den physikalischen Verhältnissen auf Bildröhrenfernsehern entspricht. Die Speicherung selbst erfolgt jedoch auch hier sozusagen im Zeilensprungverfahren, wobei das Vollbild als zwei (gleichen) einfach wiederzugebenden Halbbildern (AA-BB) nacheinander auf dem Band gespeichert wird.
Alle modernen „Zeigegeräte“ (also LCD/TFT-Plasma-Monitore und Projektoren, „Beamer“) arbeiten immer mit Vollbildern, was die aufwendige und mitunter verlustbehaftete Wandlung von Signalen mit Halbbildern notwendig macht. Moderne Zeigegeräte haben zwar fast alle „Deinterlacer“ eingebaut, die aber insbesondere im Konsumenten-Bereich oft nicht optimal wirken (Ausfranseffekt). Zur Erhaltung der Qualität ist es daher insbesondere bei HDV unbedingt ratsam, den Zeigegeräten gleich Vollbild-Signale zuzuführen. Aus diesem Grund geben auch moderne Zuspieler (z. B. DVD, Blu-ray, HDD-Recorder) vorzugsweise Vollbild-Signale aus.
Eine weitere Verbesserung ist der erweiterte Farbraum „x.v.Colour“, der die Darstellung von mehr und „kräftigeren“ Farben durch entsprechend geeignete Anzeigen gestattet. Diese virtuelle Farbraumerweiterung kann offensichtlich ohne Änderung am HDV-Format (und MPEG2-konform) aufgezeichnet werden.